# アンナ・ヴァーサ
アンナ・ヴァーサ（Anna Vasa, 1568年5月17日 - 1625年2月26日）は、フィンランド公ヨハン（のちのスウェーデン王ヨハン3世）と、王妃カタジナ・ヤギェロンカの次女。兄はスウェーデン王シギスムンド（ポーランド王としてはジグムント3世）。

## 生涯
両親と兄弟らは、伯父エリク14世によってグリプスホルム城に数年来監禁されており、アンナが生まれたのは解放のしばらく後で、エスキルストゥーナ（現在のセーデルマンランド地方）に移ってからであった。
父ヨハンは1568年にスウェーデン王位についた。母カタジナは、ルター派が多数を占めるスウェーデンでアンナをカトリック教徒として教育したが、アンナは1580年代にルター派に改宗した。彼女は医療用ハーブの専門家であった。1587年に兄と同行してポーランドへ行ったが、ルター派の彼女がカトリックの兄に影響を及ぼすのではないかと恐れるポーランド宮廷での酷い処遇に耐えかねて2年後に帰国する。父の治世の間スウェーデンで暮らし、1598年に再びポーランドへ行った。その後は、短い滞在が何度かあったものの、一生をポーランドで過ごした。ポーランドでは、カトリックが大勢を占めその中では浮いた存在であったが、彼女は学識者として非常に尊敬されていた。
ジグムントはスウェーデン王位につくと、自分はポーランドに住み、妹をスウェーデンでの摂政にしようと画策した。しかし、2人の叔父でヨハン3世の弟セーデルマンランド公カール（のちのカール9世）はジグムントに不満があり、自身をスウェーデン執政とした。カールは猛烈なプロテスタントであり、アンナを毒殺者呼ばわりしてジグムントの名誉毀損をした。
アンナは一生を独身で過ごした。亡くなると、トルンの聖マリア教会に埋葬された。彼女の死からわずか数年後、ローマ教皇はカトリックの祝福された土地ポーランドに、プロテスタントを埋葬してはならないという初めての禁止を出した。この命令を覆したのは、アンナの甥ヴワディスワフ4世だけだった。